# Бруно Бранчіфорте
Бруно Бранчіфорте (італ. Bruno Branciforte, нар. 6 листопада 1947, Неаполь) - італійський адмірал, начальник генерального штабу ВМС Італії протягом 2010-2012 років.

## Біографія
Бруно Бранчіфорте народився 6 листопада 1947 року в Неаполі. Протягом 1965-1969 років навчався у Військово-морській академії в Ліворно, закінчивши її у звання гардемарина. Ніс службу на корветах «Умберто Гроссо» та «Сальваторе Тодаро», на есмінці «Імпавідо» та на крейсері-вертольотоносці «Кайо Дуіліо». Потім був ад'ютантом командувача 2-ю морською дивізією. У той же період навчався у Школі морського командування (італ. Scuola di Comando Navale) за спеціальністю «Телекомунікації».
Протягом 1976-1977 років командував корветом «Аквіла». Протягом 1977-1978 років був ад'ютантом командувача оперативними силами флоту та навчався в Інституті морської війни (італ. Istituto di Guerra Marittima).
У 1979 році був переведений на службу у 2-й відділ розвідки у генеральному штабі флоту. Там він ніс службу до 1985 року, зрештою обійнявши посаду директора центру оперативної розвідки і потім начальником департаменту розвідки.
У 1985 році у званні капітана I рангу був  помічником капітана крейсером-вертольотоносцем «Вітторіо Венето» і потім командував фрегатом «Алізео».
У 1987 році Бруно Бранчіфорте знову був переведений на службу у генеральному штабі флоту, де був начальником 2-го відділу розвідки. З 1989 по 1992 рік був військово-морським аташе Італії у США. Повернувшись до Італії, протягом 1992-1993 років командував авіаносцем «Джузеппе Гарібальді», після чого пройшов навчання Центрі високих досліджень у галузі оборони (італ. Centro alti studi per la difesa).
У 1995 році отримав звання контрадмірала і до 1998 року був керівником 2-го відділу розвідки, а згодом 3-го відділу планування та операцій у генеральному штабі флоту. Протягом 1998-2000 років був начальником 3-го відділу загального планування.
З 2001 по 2004 роки був начальником штабу оперативних сил флоту. У 2004 році отримав звання ескадреного адмірала і протягом 2004-2006 років був командувачем оперативних сил флоту.
З 2006 по 2010 рік був керівником розвідувальних служб SISMI (італ. Servizio per le informazioni e la sicurezza militare) і потім AISE (італ. Agenzia informazioni e sicurezza esterna).
З 23 лютого 2010 року по 2 березня 2012 року Бруно Бранчіфорте був начальником генерального штабу ВМС Італії.

## Нагороди

### Італійські
- Кавалер Великого хреста Ордена «За заслуги перед Італійською Республікою»
- Великий офіцер Ордена «За заслуги перед Італійською Республікою»
- Командор Ордена «За заслуги перед Італійською Республікою»
- Офіцер Ордена «За заслуги перед Італійською Республікою»
- Золота медаль за довголітнє командування військово-морськими силами
- Бронзова медаль за довголітнє судноводіння (10 років)
- Золотий хрест за вислугу років (40 років)
- Пам'ятний хрест за операції в Афганістані «Нескорена свобода»

### Іноземні
- Легіонер Легіону Заслуг (США)
- Медаль заслуг Тамандаре (Бразилія)